# Crossotus xanthoneurus
Crossotus xanthoneurus är en skalbaggsart som beskrevs av Gianfranco Sama 2000. Crossotus xanthoneurus ingår i släktet Crossotus och familjen långhorningar.
Artens utbredningsområde är Israel. Inga underarter finns listade i Catalogue of Life.